# 江原町
江原町（えはらちょう）は、徳島県美馬郡にあった町。現在の美馬市の北東端、脇町の東部にあたる。本項では町制前の名称である江原村（えはらそん）についても述べる。

## 地理
- 山岳 ： 大滝山
- 河川 ： 吉野川、曽江谷川

## 歴史
- 1889年（明治22年）10月1日 - 町村制の施行により、曽江山村・拝原村の区域をもって江原村が発足。
- 1928年（昭和3年）11月10日 - 江原村が町制施行して江原町となる。
- 1958年（昭和33年）3月31日 - 脇町・岩倉町と合併し、改めて脇町が発足。同日江原町廃止。

## 交通

### 道路
- 国道193号